# Pherekydes von Athen
Pherekydes von Athen (altgriechisch Φερεκύδης ὁ Ἀθηναῖος Pherekýdēs o Athēnaíos), auch Pherekydes von Leros, war ein antiker griechischer Geschichtsschreiber und Genealoge des 6. Jahrhunderts v. Chr. Nach Hekataios von Milet war er einer der ersten bekannten griechischen Prosaschriftsteller und Geschichtsschreiber überhaupt. Wie Akusilaos von Argos wird er zu den Logographen gerechnet. 
Sein Hauptwerk, die Historiai (Historien), entstand im frühen 5. Jahrhundert v. Chr. Es enthielt in zehn Büchern attische Genealogien der Zeit der Heroen (erwähnt werden unter anderem Achilleus und Aias) bis in die Nähe der eigenen Gegenwart. Er war um eine Systematisierung der Götter- und Heroenwelt bemüht. Wenngleich sich Pherekydes hauptsächlich mit Mythographie beschäftigte, war sein Werk auch für die Entwicklung der Geschichtsschreibung bedeutend, da er in den Historien diese Schilderungen mit historischen Figuren und Ereignissen verknüpfte. Mythos und Geschichte wurden so zu einer Erzählung.
Das Werk ist bis auf eine größere Zahl von Fragmenten heute verloren. Die Darstellungsweise war einfach. Pherekydes beabsichtigte anscheinend nicht, eine „rationalistisch bereinigte“ Mythologie zu erstellen, sondern gestaltete beispielsweise das Thema um Jason und die Argonauten durchaus erzählerisch. Er stellte die „Einwirkung des eifersüchtigen Gottes“ auf die Entscheidung der Heroen und Menschen als hauptsächlich geschichtsbewegendes Element und damit die (zwar beeinflusste und gelenkte) menschliche Entscheidung heraus, was durchaus eine Neuerung gegenüber einem rein gottesgelenkten Geschichtsbild darstellte. Gemäß antiker Einordnung kann man Pherekydes zwar nicht als Geschichtsschreiber im eigentlichen Sinn bezeichnen. Durch die erwähnte Heraufführung der Vorgeschichte bis in die eigene Zeit wird er aber traditionell als ein solcher behandelt.
Pherekydes verfasste mehrere Katasterismen, von denen jener über die Hyaden besonders bemerkenswert ist, weil er der erste ist, der das Sternbild mythologisch erklärt.

## Textausgaben
- Karl Müller, Theodor Müller: Fragmenta historicorum Graecorum (FHG). Band 1, Paris 1841, S. 70–99 (Digitalisat)
- Felix Jacoby: Die Fragmente der griechischen Historiker. Nr. 3.
- Robert Louis Fowler: Early Greek Mythography. Band 1, Oxford 2000, S. 272–364.
- Die Fragmente auf der Basis der Edition von Fowler sind (einschließlich einer englischen Übersetzung von William S. Morrison) verfügbar in Brill’s New Jacoby (Nr. 3).